# Plótínos
Plótínos (řecky: Πλωτίνος) (205, Egypt – 270) byl řecký filozof, hlavní představitel novoplatónismu.

## Život
Plótínos se narodil v Egyptě, byl žákem Ammónia Sakky z Alexandrie, který je považován za zakladatele novoplatónismu, avšak o jehož učení prakticky není nic známo. Posléze Plótínos založil v Římě filozofickou školu, kterou vedl až do své smrti. Od obyvatelstva se mu dostávalo téměř pověrčivé úcty, příznivě mu byl nakloněn i císař Gallienus. V Itálii chtěl založit město filozofů Platónopolis, kde by se uskutečnila Platónova představa státu (nezrealizováno).
Plótínos uspořádal novoplatónskou nauku a sepsal celkem 54 spisů, které sebral jeho žák Porfyrios a vydal je v šesti skupinách po devíti částech – tzv. Enneady (devítky). První enneada obsahuje pojednání etická, druhá a třetí pojednává o světě, čtvrtá o duši, pátá o duchu a idejích a šestá o nejvyšším principu – Dobru. Plótínos je považován za kontemplativního filozofa, jeho nauka měla významný vliv na formování křesťanské teologie (spolu s Plótínem byl žákem Ammonia Sakky i nejvýznamnější křesťanský spisovatel starověku Órigenés).
Plótínos se snažil očistit Platónovu filozofii od pozdější příměsi a uspořádat ji do ucelené soustavy, přičemž se mu ve skutečnosti podařilo vytvořit originální filozofický systém. Bytí chápal jako stupňovité vrstvení jednotlivých sfér, které jsou postupnými emanacemi božského Jedna – až k hmotnému světu, který zároveň znamená nebytí a zlo. Lidská duše podle Plótína usiluje o vymanění z těla pomoci mystické kontemplace, překonáním tělesnosti a smyslovosti.
Zabývá se tedy Absolutnem, které označuje výrazem Jedno (dobro, bůh), které je počátkem všeho. Toto Jedno je nepoznatelné, nepochopitelné, z něj emanují další skutečnosti:
- Duch (νούς nús) – aktivní složka, oživující a tvořící energie – komplex Platónových idejí;
- Světová duše – vyplývá z nús, dělí se na mnoho menších subjektivních lidských duší, má dvě stránky, které mezi sebou v člověku bojují, neboť duše touží po svobodě, po návratu do vyšší sféry, z níž vypadla:
  - vyšší – část vázaná na nús, na vyšší svět, komplex idejí,
  - nižší – část vázaná na hmotu – skrze světovou duši realizace idejí.

Kromě těchto tří "hypostazí" (Jedno, duch, duše) existují ještě dvě další vrstvy skutečnosti:
- Příroda, tělesný svět;
- Látka, čirá pasivita. Je-li Jedno "nadjsoucí", pak látka je naopak "nejsoucí". "Jsoucí" jsou jen tři střední vrstvy skutečnosti - duch, duše a svět.

Plótínos se zabývá vztahem mezi bohem a světem. Zde se ukazuje jako dualista. Chápe Jedno jako nehybnou prapodstatu, která je zdrojem ducha a světové duše. Vnímatelný hmotný svět je produktem Jedna (boha), není s ním však totožný.
Nesporný přínos patří Plótínovi také ve vymezení subjektu a objektu. Každé Já je podle něj nenapodobitelným originálem; člověk je subjektem, vše ostatní je vůči němu objektem. Člověk není na objekty napojen, vytváří si k nim vztahy.
Plótínos se též táže, odkud se bere zlo, pokud je bůh absolutní dobro, a dochází k názoru, že příčinou všeho zla je látka (hmota) - z látky je lidské tělo, které je zdrojem lpění na světě a stahuje člověka ke zlu. Proto je třeba askeze k umravnění těla a rozvoji duše. Zlo také znamená nedostatek dobra, absolutně dobrý je jen prvopočátek (Jedno) – než se dostane dobro ke hmotnému světu, určitá jeho část zmizí. Duše se snaží se vrátit k Jednomu; při tom musí projít očistou katarzí prací na sobě, ctností, kontemplací. Plótínos je též stoupencem reinkarnace; domnívá se, že příliš sobecké duše se k očištění musí mnohokrát narodit. Očista je tak pro něj utrpení, které má výchovný charakter.

### České překlady
- Plotin, Enneady, přel. Josef Hrůša, Praha: Bohuslav Hendrich, 1938.
- Plótínos, Dvě pojednání o kráse, přel. Petr Rezek, Praha: Rezek, 1995, ISBN 80-901796-2-2
- Plótínos, Sestry duše, přel. Petr Rezek, Praha: Rezek, 1995, ISBN 80-901796-3-0
- Plótínos, Věčnost, čas a duch, přel. Petr Rezek, Praha: Rezek, 1995, ISBN 80-901796-5-7
- Plótínos, O klidu, přel. Petr Rezek, Praha: Rezek, 1997, ISBN 80-86027-06-6
- Plótínos, O sebepoznání: Enneada V,3(49): řecko-české vydání, přel. Lenka Karfíková, Praha: OIKOYMENH, 2014, ISBN 978-80-7298-507-4

### Sekundární literatura
- Hadot, P., Plótínos čili prostota pohledu, Praha: Oikúmené, 1993, ISBN 80-85241-55-2
- Karfík, F., Plótínova metafyzika svobody, Praha : Oikúmené, 2002, ISBN 80-7298-027-0
- Jaspers, K., Plótinos, Praha : Oikúmené, 2020, ISBN 978-80-7298-528-9